# Clemácio de Alexandria
Clemácio (em latim: Clematius) foi um oficial romano do século IV, ativo durante o reinado do imperador Constâncio II (r. 337–361). Era nativo de Alexandria. Tornou-se governador da Palestina e foi executado sob o césar Constâncio Galo em Antioquia em 353/354.